# 山田詠美
山田 詠美（やまだ えいみ、本名：山田 双葉（やまだ ふたば）、1959年〈昭和34年〉2月8日 - ）は、日本の小説家・漫画家。
愛称は、ポンちゃん。

## 経歴
2歳頃まで東京都板橋区で過ごし、その後帝国繊維に勤務する父の転勤のため北海道札幌市（約3年）、石川県加賀市（約1年2ヶ月）、静岡県磐田市（約4年）を転々とする。5年生の2学期より栃木県鹿沼市に転居。鹿沼市立東小学校・中学校を経て、栃木県立鹿沼高等学校に進学。高校では美術部や山岳部にも所属したが、3年間通したのは文芸部であった。 住まいは父の勤務する会社の社宅が主であったが、高校時代に実家が宇都宮市に居を構える。高校時代はボリス・ヴィアン、フランソワーズ・サガンなどを愛読。
高校卒業後は明治大学文学部日本文学科に進む。大学時代は漫画研究会に所属したが、他の部員とは話が合わず浮いている存在だった。在学中、OBとして当時すでにプロになっていたいしかわじゅんが漫研を訪ねてきたことがきっかけで、高取英編集長のエロ劇画誌であった『漫画エロジェニカ』に紹介してもらい、在学中に本名の山田双葉名義で漫画家としてデビュー。同時期に同誌でエロ漫画デビューしたまついなつきと並び女子大生エロ漫画家として取り上げられた。
1981年（昭和56年）に大学を中退し、クラブなどでアルバイトをしながら漫画作品を発表。漫画家としては『シュガー・バー』（1981年けいせい出版）、『ミス・ドール』（1986年河出書房新社）、『ヨコスカフリーキー』（1986年けいせい出版）を出版している。
1985年（昭和60年）、『ベッドタイムアイズ』（河出書房新社）で文藝賞を受賞しデビュー、芥川賞の候補にもなった。次いで『ジェシーの背骨』（同）、『蝶々の纏足』（同）が続けて芥川賞候補に挙がるも受賞には至らなかった。
1987年（昭和62年）の『ソウル・ミュージック・ラバーズ・オンリー』（角川書店）で直木賞を受賞。候補外であったが選考委員の五木寛之の強い推薦があり受賞に至った。また、この直木賞受賞前には、山田が当時交際していた外国人男性が婦女暴行容疑で逮捕されるという事件が発生、受賞への影響、外国人男性へのバッシングが話題となった。
1999年（平成11年）には、大学入試センター試験の試験科目「国語 I・II」の第2問に、山田の小説 『ぼくは勉強ができない』の「番外編 眠れる分度器」の一部が問題文として使用された。これについて山田は、自身の作品を無断で使用されたことに対して不快感を示すとともに、この問題文に関する設問の正答率が低かったことに関して、「選択肢の中に正解がなかった」と批判した。
直木賞受賞者ながら、芥川賞選考委員を2003年上半期第129回から務めている。選考内容に対しての辛口批評で知られる『文学賞メッタ斬り!』でも、その批評眼を高く評価されている。

## 私生活
1990年（平成2年）、1987年夏に出会った在日アメリカ軍横田基地勤務のクレイグ・ダグラスと結婚したが、2006年（平成18年）離婚。2011年（平成23年）11月3日、10歳年下の文芸評論家で劇作家の可能涼介と再婚、山田の実家のある栃木県宇都宮市に婚姻届を提出した。「彼が山田さんになってくれたんです。私が名字かえるとしがらみが多すぎて面倒だし、10歳年下の彼なら身軽だから」と現在の姓が「山田」であることを明かしている。
大学時代に住んでいた吉祥寺に再び住み、20年近くになるという。

## 作品
東京・六本木で仕事をし、外国人との交流も多かったため、デビュー作の『ベッドタイムアイズ』では、山田が影響を受けた日本文学の文体を継承しつつ、外国人と関係を結ぶ女を衝撃的に描き世間からは気持ち悪いなど批判をされた。また生活から文学を語る論者として、『PAY DAY!!!』では、9.11について生活者の側から描き、2005年（平成17年）『文藝』夏号のインタビューでも、肉体労働者を描いた短編集『風味絶佳』との関連で、「スモーキング可能な大衆食堂」について書面で答えている。
2冊目の作品集『ジェシーの背骨』では、恋人の連れ子と暮らすことになった女を描いて子供との生活における特異な世界観を導き、芥川賞候補となった。『風葬の教室』、『放課後の音符』、『晩年の子供』、『ぼくは勉強ができない』などでは、子供・いじめ・高校生小説の系譜を書き継いでいる。

## 影響
金原ひとみ・綿矢りさが芥川賞を受賞した際、影響を受けた作品としてともに『放課後の音符』を挙げている。福田和也は『4U』や『MAGNET』『風味絶佳』などを短編小説の名手として評価している。現在では、山田作品を対象とする日本文学研究者も珍しくなくなった。

## 受賞歴
- 1985年（昭和60年） - 『ベッドタイムアイズ』で第22回文藝賞
- 1987年（昭和62年） - 『ソウル・ミュージック・ラバーズ・オンリー』で第97回直木賞
- 1989年（平成元年） - 『風葬の教室』で第17回平林たい子文学賞
- 1991年（平成3年） - 『トラッシュ』で第30回女流文学賞
- 1996年（平成8年） - 『アニマル・ロジック』で第24回泉鏡花文学賞
- 2001年（平成13年） - 『A2Z』で第52回読売文学賞[14]
- 2005年（平成17年） - 『風味絶佳』で第41回谷崎潤一郎賞
- 2012年（平成24年） - 『ジェントルマン』で第65回野間文芸賞
- 2016年（平成28年） - 「生鮮てるてる坊主」で第42回川端康成文学賞

## 著作
- 『ベッドタイムアイズ』（1985・河出書房新社）のち文庫
- 『指の戯れ』河出書房新社、1986　のち文庫
- 『ジェシーの背骨』（1986・河出書房新社）のち文庫、角川文庫
- 『蝶々の纏足』河出書房新社、1987　のち文庫
- 『ハーレムワールド』講談社、1987　のち文庫
- 『ソウル・ミュージック・ラバーズ・オンリー』（1987・角川書店）のち文庫、幻冬舎文庫
- 『熱帯安楽椅子』集英社 1987年6月  のち文庫
- 『カンヴァスの柩』新潮社 1987年8月  のち文庫
- 『私は変温動物』講談社 1988年3月  のち文庫
- 『ぼくはビート』角川書店 1988年8月  のち文庫、幻冬舎文庫
- 『フリーク・ショウ』角川書店 1989年4月  のち文庫、幻冬舎文庫
- 『ひざまずいて足をお舐め』（1988・新潮社）のち文庫
- 『風葬の教室』（1988・河出書房新社）のち文庫
- 『セイフティボックス』講談社 1989年6月  のち文庫
- 『放課後の音符』（1989・新潮社）のち文庫、角川文庫
- 『熱血ポンちゃん』シリーズ
  - 熱血ポンちゃんが行く! 角川書店 1990年4月  のち文庫、講談社文庫
  - 熱血ポンちゃんが行く! 2 角川書店 1992年2月  「再び熱血ポンちゃんが行く! 」講談社文庫
  - 誰がために熱血ポンちゃんは行く! 角川書店 1993年10月  のち講談社文庫
  - 嵐ケ熱血ポンちゃん! 講談社 1995年10月  のち文庫
  - 路傍の熱血ポンちゃん!  講談社 1997年5月  のち文庫
  - 熱血ポンちゃんは二度ベルを鳴らす 講談社 1999年1月  のち文庫
  - 熱血ポンちゃんが来りて笛を吹く 講談社 2001年1月  のち文庫
  - 日はまた熱血ポンちゃん 講談社 2002年10月  のち文庫
  - ご新規熱血ポンちゃん 新潮社 2004年11月  のち文庫
  - 熱血ポンちゃん膝栗毛 新潮社 2006年12月　のち文庫　
  - アンコ椿は熱血ポンちゃん 新潮社 2009年3月 のち文庫　
  - ライ麦畑で熱血ポンちゃん 新潮社 2011年3月 のち文庫
  - 熱血ポンちゃんから騒ぎ　新潮社　2013年5月
  - 時計じかけの熱血ポンちゃん 新潮社  2015.5
- 『メイク・ミー・シック』集英社 1991年4月  のち文庫
- 『晩年の子供』講談社 1991年10月  のち文庫
- 『ラビット病』新潮社 1991年12月  のち文庫
- 『色彩の息子』（1991・新潮社）のち文庫
- 『トラッシュ』（1991・文藝春秋）のち文庫
- 『24・7』角川書店 1992年3月  のち幻冬舎文庫
- 『内面のノンフィクション』福武書店 1992年4月  のち文庫、文春文庫
- 『チューイングガム』（1993・角川書店）のち文庫
- 『ぼくは勉強ができない』（1993・新潮社）のち文庫、文春文庫
- 『快楽の動詞』福武書店 1993年12月  文春文庫
- 『120%COOOL』（1994・幻冬舎）のち文庫
- 『アニマル・ロジック』（1996・新潮社）
- 『ベッドタイムアイズ・指の戯れ・ジェシーの背骨』新潮文庫 1996年11月
- 『蝶々の纏足・風葬の教室」新潮文庫 1997年3月
- 『4U』（1997・幻冬舎）のち文庫
- 『MAGNET』（1999・幻冬舎）のち文庫
- 『エイミー・セッズ』新潮社 1999年8月  のち文庫
- 『エイミー・ショウズ』新潮社 1999年8月  のち文庫
- 『A2Z』（2000・講談社）のち文庫
- 『姫君』文藝春秋 2001年6月  のち文庫
- 『メンアットワーク 対談集』幻冬舎文庫 2001年8月
- 『ウォッカ・ニット』 2002年7月 ソニー・ミュージックレコーズ
  - 久保田利伸『THE BADDEST～Only for lovers in the mood』にパッケージの書き下ろし
- 『PAY DAY!!!』（2003・新潮社）のち文庫
- 『風味絶佳』（2005・文藝春秋）のち文庫
- 『無銭優雅』（2007・幻冬舎）のち文庫
- 『はじめての文学 山田詠美』文藝春秋 2007年9月
- 『学問』（2009・新潮社）のち文庫
- 『タイニー・ストーリーズ』文藝春秋、2010　のち文庫
- 『ジェントルマン』講談社、2011　のち文庫
- 『明日死ぬかもしれない自分、そしてあなたたち』幻冬舎、2013　のち文庫
- 『4 Unique Girls 人生の主役になるための63のルール 』(2014・幻冬舎）のち文庫
- 『賢者の愛』2015・中央公論新社  のち文庫
- 『珠玉の短編』講談社、2016  のち文庫
- 『吉祥寺デイズ: うまうま食べもの・うしうしゴシップ』小学館、2018  のち文庫
- 『つみびと』中央公論新社、2019  のち文庫
- 『ファーストクラッシュ』文藝春秋、2019.10  のち文庫
- 『4 Unique Girls :特別なあなたへの招待状』幻冬舎、2020.2  のち文庫
- 『血も涙もある』新潮社、2021.02  のち文庫
- 『吉祥寺ドリーミン: てくてく散歩・おずおずコロナ』小学館、2021.12  のち文庫
- 『私のことだま漂流記』 講談社、2022.11
- 『肌馬の系譜』幻冬舎、2023.10

## 編著
- せつない話（編）光文社 1989年7月 （「光る話」の花束）のち文庫
- せつない話第2集（編）光文社 1997年2月
- 日本の名随筆 別巻 86 少女（編）作品社 1998年4月

## 共著
- ファンダメンタルなふたり 中沢新一対談 文藝春秋 1991年12月  のち文庫
- 山田詠美・増田みず子・松浦理英子・笙野頼子 角川書店 1999年7月 （女性作家シリーズ）
- 巴里製皮膚菓子 小林丸人 幻冬舎 2002年1月  のち文庫
- いま聞きたいいま話したい 瀬戸内寂聴 中央公論新社 2002年2月  「小説家の内緒話」文庫
- ファッションファッショ ピーコ 講談社2003年9月  のち文庫
- ファッションファッショ マインド編 ピーコ 講談社 2005年9月  のち文庫
- 文学問答 河野多惠子対談 文藝春秋 2007年7月
- 顰蹙文学カフェ 高橋源一郎 講談社 2008年6月
- 愛してるよ、愛してるぜ 安部譲二 中央公論新社 2020年4月 中公文庫

## 映像化作品
- 『ベッドタイムアイズ』（1987年）出演：樋口可南子
- 『ソウル・ミュージック・ラバーズ・オンリー』（1988年）出演：真木蔵人 黒木瞳
- 『ぼくは勉強ができない』（1996年）出演：鳥羽潤 山口紗弥加 高橋和也
- 『シュガー&スパイス 風味絶佳』（2006年9月16日公開）出演：柳楽優弥 沢尻エリカ 夏木マリ
- 『夕餉』（『風味絶佳』収録、2013年にNHK「大人女子のアニメタイム」にてアニメ化）
- 『賢者の愛』（2016年）
- 『A2Z』（2023年）
- ドキュメンタリー『大アフリカ(5)王国』（2000・TBSビジョン・BS-i）に出演。
- 『プロフェッショナルー仕事の流儀　石原正康の仕事』(NHK)に出演。